# Chris Birchall
Christopher Birchall (* 5. Mai 1984 in Stafford, Vereinigtes Königreich) ist ein ehemaliger Fußballspieler, der für Trinidad und Tobago international spielberechtigt war. Birchall spielte im Mittelfeld, meist auf der rechten Außenseite und ist auf dieser auch offensiv sehr aktiv. Birchall spielte seit seinem zehnten Lebensjahr bei Port Vale, von wo er 2006 zu Coventry City wechselte. Obwohl er gebürtiger Engländer ist, entschied er sich, international wegen seiner Mutter, geboren auf Trinidad, für den Fußballverband von Trinidad und Tobago zu spielen. Birchall ist erst der zweite „weiße“ Nationalspieler des Karibikstaates seit den 1940er-Jahren.

## Vereinskarriere
Birchall begann seine Laufbahn als Fußballprofi bei Port Vale und wurde im Jahr 2005 Stammspieler des Vereins. Sein Tor gegen den FC Barnsley wurde zum besten Tor des Jahres gewählt. Zur Saison 2006/07 wechselte er in die nächsthöhere, zweite Spielklasse Englands, die Football League Championship, zu Coventry City.
Im Mai 2009 wurde Birchall vom Major League Soccer Verein Los Angeles Galaxy verpflichtet und unterschrieb einen Vertrag bis zum 30. Dezember 2013.
Im Januar 2012 wechselte er zu Columbus Crew. Nach nur einem Jahr kehrte er zu seinem Heimatverein Port Vale zurück. 2016 wechselte er zum Amateurverein Kidsgrove Athletic, wo er ein Jahr später seine Karriere beendete.

## Nationalmannschaft
Birchall debütierte als erst 21-jähriger im Mai 2005 bei zwei Freundschaftsspielen gegen die Bermudas in Trinidad und wurde sofort Stammspieler. Birchall gelangen in seinen 44 Länderspielen vier Tore, davon ein sehr wichtiges, beim für die Weltmeisterschafts-Endrundenteilnahme 2006 entscheidenden Relegationsrückspiel gegen Bahrain, das die Qualifikation sicherte. Er wurde daher auch für das Endrundenaufgebot seines Heimatlandes für die WM 2006 nominiert, bei der er alle Spiele bis zum Aus in der Gruppenphase durchspielte.